# Orla Lehmann

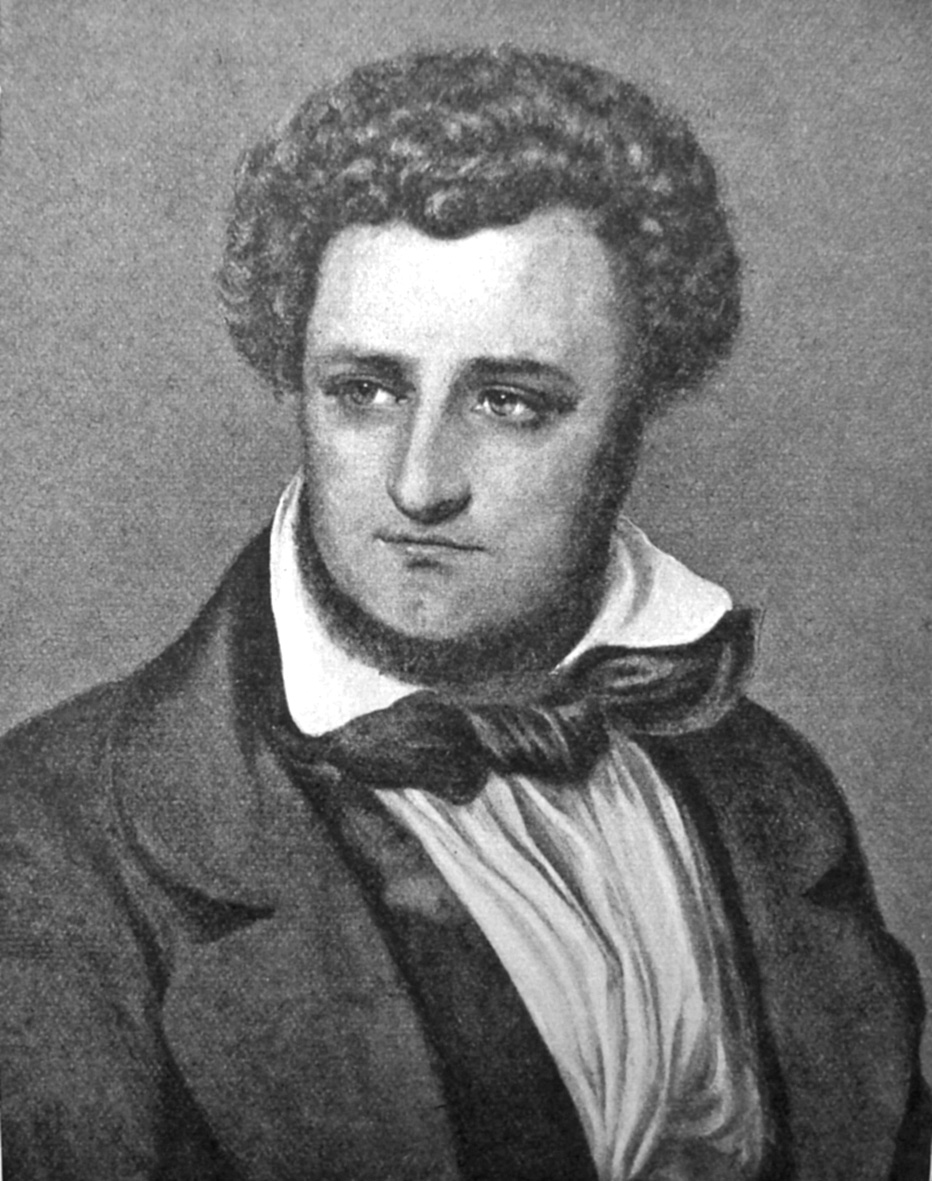
Orla Lehmann

Peter Martin Orla Lehmann (* 15. Mai 1810 in Kopenhagen; † 13. September 1870 ebenda) war ein dänischer Jurist und Politiker (De Nationalliberale).

## Leben
Orla Lehmann war der Sohn des holsteinischen Konferenzrats Martin Christian Gottlieb Lehmann (1775–1856) aus Haselau bei Uetersen. Das Elternhaus war deutsch, aber Orla wuchs in einem dänischen Umfeld auf. Freunde der Familie waren u. a. Adam Oehlenschläger (1779–1850), Hans Christian Ørsted (1777–1851), Anders Sandøe Ørsted (1778–1860) und später auch Jens Immanuel Baggesen (1764–1826).
1833 machte Lehmann sein juristisches Examen (cand. jur.) und war 1839 Mitbegründer der nationalliberalen Tageszeitung Fædrelandet. 1842 wurde er als Publizist zu drei Monaten Gefängnis verurteilt, nachdem er den Absolutismus kritisierte.
In den 1840ern war Lehmann einer der führenden Köpfe der Bestrebungen, die liberale Bewegung mit seiner Eiderpolitik und den Interessen der Bauern zu verbinden. So war er 1846 Mitbegründer der Bondevennernes Selskab („Gesellschaft der Bauernfreunde“). Lehmann war auch ein Vorkämpfer des Skandinavismus.
Während der Märzrevolution 1848 in Dänemark spielte Lehmann eine herausragende Rolle bei der Abschaffung des Absolutismus und der Etablierung der konstitutionellen Monarchie. Im „Märzministerium“ war er von März bis November 1848 Minister ohne Geschäftsbereich.
Lehmann spielte eine wichtige Rolle bei der Entstehung des dänischen Grundgesetzes von 1849, indem er den Entwurf von D. G. Monrad sprachlich und juristisch überarbeitete.
Von 1851 bis 1853 war Lehmann Mitglied des Folketings und von 1854 bis 1870 des Landstings. Von 1861 bis 1863 war er Innenminister Dänemarks und arbeitete als solcher große Teile der Novemberverfassung von 1863 aus, die Auslöser für den Deutsch-Dänischen Krieg von 1864 sein sollte.
Orla Lehmann starb mit 60 Jahren und fand auf dem Holmens Kirkegård in seiner Heimatstadt seine letzte Ruhestätte.